# Cromoterapia
La cromoterapia, también llamada terapia del color, es una práctica englobada dentro de la medicina alternativa y considerada como pseudoterapia que sostiene  que la luz de color o los entornos que tienen determinado color son útiles para el tratamiento de enfermedades o mejorar la salud. Se trata de una práctica pseudocientífica ampliamente difundida dentro del contexto del movimiento nueva era —new age—, junto con otras como la proyección astral, el rebirthing, la iridología, la reflexología, el shiatsu, la gemoterapia o la sanación con pirámides y cristales.
La cromoterapia no debe ser confundida con la fototerapia, la cual es una técnica de tratamiento médico con respaldo científico que emplea la exposición a luz de distintas longitudes de onda para el tratamiento de enfermedades como la ictericia del recién nacido o la psoriasis.

## Historia y antecedentes
El famoso médico árabe Avicena (980-1037) consideraba el color de vital importancia tanto en el diagnóstico como en el tratamiento de enfermedades. En su libro El canon de medicina escribió relacionando los colores y las enfermedades: "El color es un síntoma observable de la enfermedad". También desarrolló una tabla que relacionaba el color con la temperatura y la condición física del cuerpo. Su punto de vista era que el rojo movía la sangre, el azul o el blanco la enfriaban, y el amarillo reducía el dolor muscular y la inflamación.
Augustus Pleasonton (1801–1894), general durante la guerra civil estadounidense, realizó sus propios experimentos relacionados con esta hipótesis y en 1876 publicó su libro "The influence of the blue ray of the sunlight and of the blue colour of the sky" (La influencia de la radiación azul de la luz solar y del color azul del cielo) sobre cómo el color azul podría mejorar el crecimiento de los cultivos y el ganado y ayudar a curar enfermedades en los seres humanos. Esta hipótesis nunca demostrada dio origen a la cromoterapia moderna, influenciando a los científicos Seth Pancoast (1823–1889) y Edwin Dwight Babbitt (1828–1905) a realizar sus propios experimentos y publicar sus propios libros al respecto.
En 1877, el doctor Seth Pancoast publicó "Blue and red light; or, light and its rays as medicine" (Luz azul y roja; o la luz y sus radiaciones como medicina). Este volumen, a pesar de que en su prefacio afirma ser el resultado de treinta años de trabajos científicos, es en realidad un compendio de vitalismo muy alejado de la investigación científica, incluso para su época.
En 1878, Edwin Dwight Baditt publicó "The principles of light and color" (Los principios de la luz y el color), una obra similar a la de Seth Pancoast. Creó una cabina, en cuyo interior una persona sentada recibía luz proveniente del sol o de una lámpara de arco, filtrada a través de cristales coloreados, a la que llamó Termolume. La cabina usaba tres colores principales: el azul, el rojo y el amarillo, y dos combinaciones de ellos: azul más violeta y amarillo más anaranjado. Ideó también lo que llamó "disco cromático", con el que aplicaba la luz coloreada de forma local. Aseguraba que el agua y otras sustancias, como la lactosa o la goma arábiga, sometidas a la acción de la luz coloreada, captaban y retenían sus supuestas propiedades curativas.
En 1933, el científico estadounidense de origen indio Dinshah P. Ghadiali (1873–1966) formó las bases de lo que hoy en día se conoce como cromoterapia, al publicar "The Spectro-Chrome Metry Encyclopaedia", un trabajo sobre la terapia de color. Ghadiali afirmaba haber descubierto el por qué y cómo los diferentes rayos de luz de color tenían diversos efectos terapéuticos en los organismos. Creía que los colores representan "potenciales químicos en octavas superiores de vibración", y que para cada organismo y sistema del cuerpo había un color particular que estimulaba y otro que inhibía el trabajo de ese órgano o sistema. Ghadiali también pensaba que al conocer la acción de los diferentes colores sobre los diferentes órganos y sistemas del cuerpo, se podía aplicar el color correcto que tendiera a equilibrar la acción de cualquier órgano o sistema que se hubiera vuelto anormal en su funcionamiento o condición. 
En 1920, Ghadiali había inventado lo que el llamó el "Spectro-Chrome", el cual consistía en un conjunto de filtros para la luz, adaptados a una lámpara de 1000 W que permitía generar 12 combinaciones de colores. Según Ghadiali, si los filtros se utilizaban en el lugar y hora apropiados, eran capaces de curar múltiples dolencias. Ghadiali logró vender 10 000 de estos equipos antes que la Administración de alimentos y medicamentos estadounidense lo investigara por estafador. Tras encontrar que la mayoría de los títulos de los que hacía gala eran falsos, fue llevado a juicio varias veces. El último juicio incluyó 76 testigos, así como varios expertos que declararon su cromoterapia como “inefectiva y sin valor”. La corte dictaminó sobre el "Spectro-Chrome" que “[...] cuando se utiliza [...] puede demorar el tratamiento apropiado [...] resultando en daños serios o permanentes, o la muerte, para el paciente”. Ghadiali fue condenado a 3 años de prisión, una multa de 20.000 dólares –de 1931– y se prohibió la producción de su equipo.
P. Ghadi Darius Dinshah, el hijo de Dinshah P. Ghadiali, continúa brindando información sobre la cromoterapia a través de su "Dinshah Health Society", una organización sin ánimo de lucro dedicada al avance de la terapia de color para el hogar no farmacéutica, y su libro "Let There Be Light".
El escritor sobre temas científicos Martin Gardner ha descrito a Ghadiali como "quizás el mejor farsante médico de todos". Según Gardner, las fotografías de Ghadiali trabajando en su laboratorio son "indistinguibles de las imágenes de una película de grado D sobre un científico loco".

## Evidencia y efectividad

### Falta de respaldo científico
La cromoterapia ha sido catalogada oficialmente como pseudoterapia por el Ministerio de Sanidad del Gobierno español tras la recomendación en este sentido del "Observatorio OMC contra las Pseudociencias, Pseudoterapias, Intrusismo y Sectas Sanitarias" perteneciente a la Organización Médica Colegial de España.
Desde la medicina, la cromoterapia es catalogada como pseudociencia, debido a que no cumple los requisitos para ser considerada una terapia válida, ya que sus resultados no son verificables ni falsables.
De acuerdo con un libro publicado por la "American Cancer Society", "la evidencia científica disponible no apoya que los usos alternativos de terapias con luz de colores sean efectivos en el tratamiento del cáncer u otras enfermedades".
No se ha demostrado que los colores sean el elemento clave en el proceso de curación que recupera a los pacientes. Se duda seriamente de que tengan algún efecto, beneficioso o no, en el ser humano. Se ha criticado a la cromoterapia por el sesgo de selección en las estadísticas de éxito que corresponden a este tratamiento.
En 2006, un panel compuesto por más de cien expertos con nivel mínimo de doctorado seleccionados al azar de la Asociación Estadounidense de Psicología y la Asociación para la Ciencia Psicológica (antes llamada Sociedad Estadounidense Psicológica) participaron en una encuesta delphi sobre tratamientos psicológicos realizada por investigadores de la Universidad de Scranton y la Universidad Simmons (antes llamada Simmons College) de Boston, Massachusets. Los participantes de esta encuesta consideraron que la cristaloterapia estaba "ciertamente desacreditada" como tratamiento psicológico.
Se ha sugerido que un factor clave en la curación de algunos pacientes es el efecto placebo, lo cual se eliminaría con un grupo de control de cromoterapia.

### La cromoterapia y la fotobiología
En la actualidad, el término «fotobiología» ―que se refiere al estudio científico contemporáneo de los efectos de la luz en los seres humanos― ha sustituido al término «cromoterapia» en algunos ámbitos, en un esfuerzo por separarse de sus raíces en el misticismo victoriano, y así despojarla de sus asociaciones con la medicina mágica y otorgarle mayor credibilidad.

## Forma de tratamiento y efectos propuestos

### Formas de tratamiento
En algunas terapias de color se aplican luces con un cierto color en una sola área del cuerpo. En otras terapias, el color se aplica en las paredes de un cuarto (pintadas de blanco, ya que es más fácil poder proyectar el color).
Los practicantes de cromoterapia recomiendan hacer sesiones diarias de treinta minutos, y sugieren que se notará algún efecto después de varias semanas de aplicación.
Otra terapia utiliza envases de cristal de colores o forrados de papel celofán del color necesario. Se llenan de agua y se dejan al sol durante unas pocas horas antes de ser consumidas.

### Efectos de los distintos colores según la cromoterapia
Los defensores de la cromoterapia afirman que algunos colores en el ambiente ayudan a las personas a realizar ciertas actividades. Por ejemplo, que los lugares en los que predominan los colores cálidos ―como los naranjas o rojos― son buenos para estar activos y hacer ejercicio, mientras que los lugares en los que predominan los colores fríos ―como los azules o verdes― son mejores para la concentración. También, que existe una respuesta positiva en aquellas personas con dolores o depresión que han recibido tratamientos con terapias en las que se usaron luces brillantes de cualquier color.
A continuación se listan los efectos de cada color propuestos por la cromoterapia (sin respaldo científico y muchas veces contradictorios entre sí), según los cuales cada uno de los colores tendría una o varias funciones específicas en cada parte del cuerpo humano:
- Rojo: Superar pensamientos negativos. Estimular y calentar el cuerpo ayudando a sentirse con más energía. Mejorar el rendimiento de los atletas (ya que ayudaría a generar una cantidad de energía de forma rápida). Incrementar la circulación sanguínea, por lo que estimularía el corazón, el hígado y el bazo. Tratar enfermedades crónicas como reumas, problemas digestivos y de estreñimiento. Demasiado color rojo podría provocar irritabilidad, nerviosismo e impaciencia y no se recomendaría para personas hipertensas.[9][25][26]
- Verde: Se consideraría como un color relajante, tranquilo y refrescante, que produciría una sensación de alegría, calma, confianza y esperanza (tradicionalmente se habla de «verde esperanza»). Crear armonía, equilibrio y estabilizar emociones. Aumentar las defensas del cuerpo y estimular el crecimiento, por lo que ayudaría en fracturas de huesos y problemas del sistema muscular y al aparato motriz, así como en terapias contra el dolor y lesiones de la piel. No se recomendaría en casos de anemia.[24][25]

- Azul: Se consideraría como un color relajante, que ayuda a despejar la mente, frío y sereno. Supuestamente útil en contra del estrés y el insomnio, así como en tratamientos de las glándulas tiroideas y paratiroideas. También podría refrescar y calmar, por ejemplo irritaciones en la piel y reducir la fiebre, el estrés, hipertensión, miedos, cólicos y espasmos estomacales, o mejorar llagas, dolores de muelas e inflamación en ojos.[24][25][26]
- Índigo: Mejorar la inteligencia. Sentirse con más coraje y autoridad. «Purificar» la sangre y tratar enfermedades del oído, nariz y ojos así como curar varices, úlceras y problemas en la piel.[25]
- Morado: Ayudar en dolores y en la sanación de huesos.[25]
- Violeta: Color de la intuición y la espiritualidad. Ayudaría en problemas emocionales como cólera, miedo o nerviosismo e insomnio, así como a comedores compulsivos. Mejorar la fabricación de leucocitos. Eliminar toxinas y mejorar problemas con la ciática.[24][25]
- Amarillo: Mejorar la concentración, los reflejos y estimular el cerebro. Ayudar con problemas de depresión, digestión, estreñimiento, inflamación del abdomen, reumatismo, problemas en el hígado, la vesícula biliar y el páncreas. No se recomendaría para personas con irritabilidad.[24][25][26]
- Naranja: Influencia en el intelecto y en la fuerza física. Ayudar a lidiar con pérdidas emocionales y problemas de introversión, así como tratar el asma, mejorar problemas de calambres, dolor de ligamentos, reumas, artritis y espasmos intestinales.[24][25][26]
- Turquesa: Se lo relaciona con la garganta, el pecho y la tiroides. Tranquilizar, reforzar el sistema inmunológico, disminuir la inflamación de la garganta.[25]
- Magenta: Crear sentimientos de amabilidad, gentileza, amor y compasión. Tratar a personas con sinusitis, zumbido de oídos y quistes benignos.[24][25]
- Plata: Color de paz y perseverancia. Ayudar psicológicamente a lidiar con problemas del pasado.[25]
- Oro: Considerado por la cromoterapia el color más fuerte para curar enfermedades. Sus efectos serían tan intensos que algunas personas no lo tolerarían por periodos muy largos.[25]
- Lavanda: Usado con el objetivo de limpiar el karma de vidas pasadas.[25]
- Blanco: «Purificar» el cuerpo y generar paz y confort.[25]
- Marrón: Representaría la realidad, estabilidad y honestidad.[25]
- Negro: Las ropas negras generarían una barrera para esconderse del mundo. Aumentar la autoconfianza.[25]
- Rosa: Relacionado con el amor no egoísta. Funciones contra la agresividad o la ansiedad.[9][25]

### Los colores en la teosofía y la nueva era

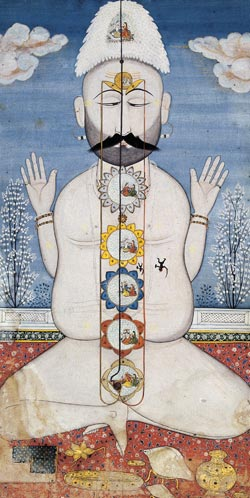
Ilustración de un yogui donde se muestra el color de los shad-chakrá (seis chakras). Arte kangra, finales del siglo XVIII.

En su libro "The chakras" (1927), el teósofo británico Charles. W. Leadbeater asoció cada chakra con un color, una función y órgano del cuerpo, una idea ya propuesta en la India desde el siglo XVII. Según los creyentes en la nueva era, los chakras pueden «desequilibrarse» y causar enfermedades físicas, y proponen que estos desequilibrios se pueden corregir mediante la aplicación del color apropiado.
Los colores y sus supuestas asociaciones son las siguientes:
| chakra                                        | color            | funciones                                | símbolo |
| --------------------------------------------- | ---------------- | ---------------------------------------- | ------- |
| Sajasrara (सहस्रार) en la coronilla             | blanco o violeta | trascendencia, conexión con la divinidad |         |
| Ajñá (आज्ञा) «tercer ojo», en el entrecejo      | índigo o añil    | intuición, percepción extrasensorial     |         |
| Vishudha (विशुद्ध) en la garganta                | azul             | habla, autoexpresión y crecimiento       |         |
| Anajata (अनाहत) en el corazón, en los pulmones | verde            | devoción, amor, compasión, sanación      |         |
| Manipura (मणिपूर) en el plexo solar             | amarillo         | mente, poder, control, libertad propia   |         |
| Suadhisthana (स्वाधिष्ठान) en el hueso sacro       | naranja          | emoción, energía sexual, creatividad     |         |
| Muladhara (मूलाधार) en la próstata               | rojo             | instinto, supervivencia, seguridad       |         |